# ブラバゾン・ポンソンビー (初代ベスバラ伯爵)
初代ベスバラ伯爵ブラバゾン・ポンソンビー（英語: Brabazon Ponsonby, 1st Earl of Bessborough PC (Ire)、1679年 – 1758年7月3日）は、アイルランド王国の貴族、政治家。

## 生涯
初代ダンキャノン子爵ウィリアム・ポンソンビーとメアリー・ムーア（Mary Moore、1661年ごろ – 1713年5月26日、ランドル・ムーア閣下の娘）の息子として、1679年に生まれた。父と同じく軍人になり、1707年に後の第27歩兵連隊となる連隊で大尉になった。
政界では1703年ごろの結婚により選挙区での影響力を得て、1705年にニュータウナーズ選挙区の補欠選挙で当選した。以降1714年までニュータウナーズ選挙区の、1715年から1724年までキルデア・カウンティ選挙区の代表としてアイルランド庶民院議員を務めた。アン女王の治世ではトーリー党に属し、1706年に第2代オーモンド公爵ジェームズ・バトラー（トーリー党所属）の誕生日祝いに出席し、1713年アイルランド総選挙直後の議長選挙でトーリー党の初代準男爵サー・リチャード・レヴィングを支持した。1713年にキルケニー県長官を、1714年にキルデア県長官を務めた。
1715年アイルランド総選挙を境にホイッグ党に転じ、1720年から1721年にかけてアイルランドでの銀行設立を推進したが、南海泡沫事件と不況により反対に転じ、結局、反対票を投じた。1724年11月17日に父が死去すると、ダンキャノン子爵位を継承、1725年9月7日にダンキャノン子爵としてアイルランド貴族院議員に就任した。1727年5月10日、アイルランド枢密院の枢密顧問官に任命された。
1737年に第3代デヴォンシャー公爵ウィリアム・キャヴェンディッシュがアイルランド総督に就任すると、キャヴェンディッシュ家とのつながりにより政界での影響力が増した。ダンキャノン子爵は1739年にアイルランド歳入官（Commissioner of the revenue in Ireland）に就任した上（1744年に同職を息子に譲る）、長男ウィリアムが同年7月にデヴォンシャー公爵の娘と結婚、さらに10月6日にアイルランド貴族であるベスバラ伯爵に叙され、9日にベスバラ伯爵としてアイルランド貴族院議員に就任した。1741年にはアイルランド担当大臣に任命された。
1749年6月12日にグレートブリテン貴族であるレスターシャーにおけるサイゾンビーのポンソンビー男爵に叙され、1750年1月17日にグレートブリテン貴族院に初登院した。サイゾンビーという土地指定は1人目の妻から得た領地に由来する。1751年から1752年までアイルランドのMarshal of the Admiraltyを務めた。。
1740年代と1750年代はアイルランドでの政争が高じた時期であり、ベスバラ伯爵はポンソンビー家の影響力を高めるために行動し、一時はアーマー大主教ジョージ・ストーンに味方し、1753年の金銭法案問題では政府を支持した。そのため、1754年5月から1755年までと1756年5月から1757年までの2度にわたってアイルランド摂政官（ロード・ジャスティス、lord justice）の1人に任命された。1755年3月20日から1758年7月4日までマンスター海軍次官を務めた。
1758年7月3日にキルケニー県ベスバラ（Bessborough）で死去、フィッダウンで埋葬された。息子ウィリアムが爵位を継承した。遺言状で1753年の遺言状に加えて次男ジョンに1万ポンドを、三男リチャードに500ポンドを与え、遺言執行者に長男ウィリアムを指名した。ウィリアムは2件目の遺言状が法律上無効であると考えたが、遺言状通りの遺贈を行ったとされる。

## 家族と私生活
1703年ごろにサラ・コルヴィル（Sarah Colvill、1733年5月21日没、ヒュー・コルヴィルの未亡人、旧姓マーゲットソン（Margetson）、ジョン・マーゲットソンの娘）と結婚、3男4女をもうけた。この結婚によりマーゲットソン家の領地を獲得し、コルヴィル家のニュータウナーズ選挙区への影響力を手中に収めた。
- ウィリアム（英語版）（1704年 – 1793年3月11日） - 第2代ベスバラ伯爵
- サラ（1711年3月27日洗礼 – 1736年1月19日） - 1727年、第5代ドロヘダ伯爵エドワード・ムーアと結婚、子供あり
- ジョン（1713年3月29日 – 1787年8月16日） - アイルランド庶民院議長（英語版）。1743年9月22日、エリザベス・キャヴェンディッシュ（Elizabeth Cavendish、1796年没、第3代デヴォンシャー公爵ウィリアム・キャヴェンディッシュの娘）と結婚、子供あり
- アン - 1734年12月9日、ベンジャミン・バートン（Benjamin Burton、1763年11月17日までに没）と結婚、子供あり
- エリザベス - 1739年12月23日、第2代準男爵サー・ウィリアム・ファウンズと結婚、子供あり
- レティシア（1720年ごろ – 1754年2月9日） - 1742年11月3日、初代マウントモレス子爵ハーヴィー・モレス（1766年没）と結婚、子供あり
- リチャード（1722年7月2日 – 1800年） - アイルランド庶民院議員[6]

1733年11月28日、エリザベス・ムーア（Elizabeth Moore、初代ムーア男爵ジョン・ムーアの未亡人、1738年7月17日没、旧姓サンキー（Sankey）、ヘンリー・サンキーの娘）と再婚したが、2人の間に子供はいなかった。エリザベスとの結婚により年収2,000ポンドの価値のある地所を得た。
私生活ではキルケニー県の領地に邸宅ベスバラ・ハウスを建てた。